# Béthancourt-en-Vaux
Béthancourt-en-Vaux es una comuna francesa, situada en el departamento de Aisne, de la región de Alta Francia.

## Demografía
| 316 | 327 | 301 | 371 | 353 | 368 | 386 | 486 |
| Para los censos de 1962 a 1999 la población legal corresponde a la población sin duplicidades (Fuente: INSEE [Consultar]) |     |     |     |     |     |     |     |